# 志賀浩二
志賀 浩二（しが こうじ、1930年〈昭和5年〉10月8日 - 2024年〈令和6年〉2月17日）は、日本の数学者。理学博士（東京大学・論文博士・1964年）。東京工業大学名誉教授。専門は微分位相幾何学、数学教育。

## 略歴
新潟県新潟市出身。1949年（昭和24年）3月に新潟県立新潟高等学校を卒業、4月に官立新潟高等学校に入学、5月に新潟大学が発足して官立新潟高等学校は新潟大学新潟高等学校となった。
1950年（昭和25年）3月に新潟大学新潟高等学校は廃校となり、4月に志賀浩二は否応なしに新潟大学理学部数学科の学生となった。
1953年（昭和28年）に新潟大学を卒業、東京大学大学院数物系研究科数学専攻修士課程に入学、矢野健太郎に師事、1955年（昭和30年）に修了。
1975年（昭和50年）に東京工業大学理学部数学科教授に就任、1988年（昭和63年）に東京工業大学を退官、桐蔭学園横浜大学工学部教授に就任、2004年（平成16年）に桐蔭横浜大学を退職。
2024年（令和6年）2月17日午後2時50分ごろに神奈川県横浜市旭区の介護老人保健施設で老衰のため死去、93歳没。

## 年譜
- 1949年（昭和24年）
  - 新潟県立新潟高等学校卒業
  - 官立新潟高等学校入学
- 1953年（昭和28年）
  - 新潟大学理学部数学科卒業
- 1955年（昭和30年）
  - 東京大学大学院数物系研究科数学専攻修士課程修了
- 1957年（昭和32年）
  - 東京大学大学院数物系研究科数学専攻博士課程中退
  - 東京工業大学理工学部数学科助手
- 1964年（昭和39年）
  - 理学博士（東京大学）
- 1965年（昭和40年）
  - 東京工業大学理工学部数学科助教授
- 1967年（昭和42年）
  - 東京工業大学理学部数学科助教授
- 1975年（昭和50年）
  - 東京工業大学理学部数学科教授
- 1988年（昭和63年）
  - 東京工業大学退官
  - 桐蔭学園横浜大学工学部教授
- 1997年（平成09年）
  - 桐蔭横浜大学工学部教授
- 1999年（平成11年）
  - 桐蔭生涯学習センター長
- 2000年（平成12年）
  - 桐蔭横浜大学工学部客員教授
- 2004年（平成16年）
  - 桐蔭横浜大学退職

## 表彰
- 2005年（平成17年）3月28日 - 第1回（2005年度）日本数学会出版賞「数多くの数学啓発書の執筆および編集により数学の研究・教育・普及に大きく貢献」[7]

## 著作物

### 著書
- 『変形の理論』伊勢幹夫・中野茂男・村上信吾・松島与三・田中昇・森本明彦[共著]、数学振興会〈セミナー報告 第8集〉、1961年。
- 『近代ベクトル解析入門』小松勇作[監修]、廣川書店〈廣川数学シリーズ 9〉、1967年。
- 『精解演習 集合・位相・測度』廣川書店〈数学精解演習シリーズ〉、1972年。
  - 『集合・位相・測度』朝倉書店、2006年。
- 『岩波講座 基礎数学 1: 幾何学 i: 多様体論 I』小平邦彦[監修]、岩堀長慶・ほか[編]、岩波書店、1976年。
- 『岩波講座 基礎数学 2: 幾何学 i: 多様体論 II』小平邦彦[監修]、岩堀長慶・ほか[編]、岩波書店、1976年。
- 『岩波講座 基礎数学 5: 幾何学 i: 多様体論 III』小平邦彦[監修]、岩堀長慶・ほか[編]、岩波書店、1976年。
  - 『岩波講座 基礎数学 18: 幾何学 i: 多様体論 I』小平邦彦[監修]、岩堀長慶・ほか[編]、岩波書店、1982年。
  - 『岩波講座 基礎数学 18: 幾何学 i: 多様体論 II』小平邦彦[監修]、岩堀長慶・ほか[編]、岩波書店、1982年。
  - 『岩波講座 基礎数学 18: 幾何学 i: 多様体論 III』小平邦彦[監修]、岩堀長慶・ほか[編]、岩波書店、1982年。
    - 『岩波講座 基礎数学 18: 幾何学 i: 多様体論 I』小平邦彦[監修]、岩堀長慶・ほか[編]、岩波書店、1987年。
    - 『岩波講座 基礎数学 18: 幾何学 i: 多様体論 II』小平邦彦[監修]、岩堀長慶・ほか[編]、岩波書店、1987年。
    - 『岩波講座 基礎数学 18: 幾何学 i: 多様体論 III』小平邦彦[監修]、岩堀長慶・ほか[編]、岩波書店、1987年。
      - 『多様体論』小平邦彦[監修]、岩堀長慶・ほか[編]、岩波書店〈岩波基礎数学選書〉、1990年。
        - 『多様体論』オンデマンド版、小平邦彦[監修]、岩堀長慶・ほか[編]、岩波書店〈岩波オンデマンドブックス、岩波基礎数学選書〉、2021年。
- 『現代数学への招待 多様体とは何か』岩波書店、1979年。
  - 『現代数学への招待 多様体とは何か』筑摩書房〈ちくま学芸文庫 シ28-4〉、2013年。
- 『おーい！ 数学 式とグラフ』岩波書店〈岩波ジュニア新書 39〉、1981年。
- 『無限への一歩』岩波書店〈岩波ジュニア新書 62〉、1983年。
- 『新数学I』森本明彦・細井勉[共著]、教育出版、1988年。
- 『数学30講シリーズ 1: 微分・積分30講』朝倉書店、1988年。
- 『数学30講シリーズ 2: 線形代数30講』朝倉書店、1988年。
- 『無限からの光芒 ポーランド学派の数学者たち』日本評論社、1988年。
- 『数学30講シリーズ 3: 集合への30講』朝倉書店、1988年。
- 『数学30講シリーズ 4: 位相への30講』朝倉書店、1988年。
- 『数学30講シリーズ 5: 解析入門30講』朝倉書店、1988年。
- 『数学30講シリーズ 6: 複素数30講』朝倉書店、1989年。
- 『数学30講シリーズ 7: ベクトル解析30講』朝倉書店、1989年。
- 『数学30講シリーズ 8: 群論への30講』朝倉書店、1989年。
- 『数学 7日間の旅』紀伊国屋書店〈科学選書 1〉、1990年。
  - 『数学 7日間の旅』NetLibrary〈科学選書 1〉、2006年。
    - 『数学 7日間の旅』新装版、紀伊国屋書店、2018年。
- 『数学30講シリーズ 9: ルベーグ積分30講』朝倉書店、1990年。
- 『数学30講シリーズ 10: 固有値問題30講』朝倉書店、1991年。
  - 『数学30講シリーズ 1: 微分・積分30講』NetLibrary、2008年。
  - 『数学30講シリーズ 2: 線形代数30講』NetLibrary、2008年。
  - 『数学30講シリーズ 3: 集合への30講』NetLibrary、2008年。
  - 『数学30講シリーズ 4: 位相への30講』NetLibrary、2008年。
  - 『数学30講シリーズ 5: 解析入門30講』NetLibrary、2008年。
  - 『数学30講シリーズ 6: 複素数30講』NetLibrary、2008年。
  - 『数学30講シリーズ 7: ベクトル解析30講』NetLibrary、2008年。
  - 『数学30講シリーズ 8: 群論への30講』NetLibrary、2008年。
  - 『数学30講シリーズ 9: ルベーグ積分30講』NetLibrary、2008年。
  - 『数学30講シリーズ 10: 固有値問題30講』NetLibrary、2008年。
    - 『数学30講シリーズ 1: 微分・積分30講』新装改版、朝倉書店、2024年。
    - 『数学30講シリーズ 2: 線形代数30講』新装改版、朝倉書店、2024年。
    - 『数学30講シリーズ 3: 集合への30講』新装改版、朝倉書店、2024年。
    - 『数学30講シリーズ 4: 位相への30講』新装改版、朝倉書店、2024年。
    - 『数学30講シリーズ 5: 解析入門30講』新装改版、朝倉書店、2024年。
    - 『数学30講シリーズ 6: 複素数30講』新装改版、朝倉書店、2024年。
    - 『数学30講シリーズ 7: ベクトル解析30講』新装改版、朝倉書店、2024年。
    - 『数学30講シリーズ 8: 群論への30講』新装改版、朝倉書店、2024年。
    - 『数学30講シリーズ 9: ルベーグ積分30講』新装改版、朝倉書店、2024年。
    - 『数学30講シリーズ 10: 固有値問題30講』新装改版、朝倉書店、2024年。
- 『対話・20世紀数学の飛翔 1: 解析の表現したもの』青本和彦[共著]、日本評論社、1992年。
- 『対話・20世紀数学の飛翔 2: 数学を育てる土壌』上野健爾[共著]、日本評論社、1992年。
- 『数学が生まれる物語 第1週 数の誕生』岩波書店、1992年。
- 『数学が生まれる物語 第2週 数の世界』岩波書店、1992年。
- 『対話・20世紀数学の飛翔 3: 確率論をめぐって』高橋陽一郎[共著]、日本評論社、1992年。
- 『数学が生まれる物語 第3週 式と方程式』岩波書店、1992年。
- 『対話・20世紀数学の飛翔 4: 数学のおもしろさ』斎藤恭司[共著]、日本評論社、1992年。
- 『対話・20世紀数学の飛翔 5: トポロジーの展開』森田茂之[共著]、日本評論社、1992年。
- 『数学が生まれる物語 第4週 座標とグラフ』岩波書店、1992年。
- 『数学が生まれる物語 第5週 関数とグラフ』岩波書店、1992年。
- 『数学が生まれる物語 第6週 図形』岩波書店、1992年。
  - 『数学が生まれる物語 第1週 数の誕生』岩波書店〈岩波現代文庫 学術287〉、2013年。
  - 『数学が生まれる物語 第2週 数の世界』岩波書店〈岩波現代文庫 学術288〉、2013年。
  - 『数学が生まれる物語 第3週 式と方程式』岩波書店〈岩波現代文庫 学術289〉、2013年。
  - 『数学が生まれる物語 第4週 座標とグラフ』岩波書店〈岩波現代文庫 学術290〉、2013年。
  - 『数学が生まれる物語 第5週 関数とグラフ』岩波書店〈岩波現代文庫 学術291〉、2013年。
  - 『数学が生まれる物語 第6週 図形』岩波書店〈岩波現代文庫 学術292〉、2013年。
- 『数学が育っていく物語 第1週 極限の深み 数列と級数』岩波書店、1994年。
- 『数学が育っていく物語 第2週 解析性 実数から複素数へ』岩波書店、1994年。
- 『数学が育っていく物語 第3週 積分の世界 一様収束とフーリエ級数』岩波書店、1994年。
- 『数学が育っていく物語 第4週 線形性 有限次元から無限次元へ』岩波書店、1994年。
- 『数学が育っていく物語 第5週 方程式 解ける鎖, 解けない鎖』岩波書店、1994年。
- 『数学が育っていく物語 第6週 曲面 硬い面, 柔らかい面』岩波書店、1994年。
  - 『数学が育っていく物語 第1週 極限の深み 数列と級数』オンデマンド版、岩波書店〈岩波オンデマンドブックス〉、2018年。
  - 『数学が育っていく物語 第2週 解析性 実数から複素数へ』オンデマンド版、岩波書店〈岩波オンデマンドブックス〉、2018年。
  - 『数学が育っていく物語 第3週 積分の世界 一様収束とフーリエ級数』オンデマンド版、岩波書店〈岩波オンデマンドブックス〉、2018年。
  - 『数学が育っていく物語 第4週 線形性 有限次元から無限次元へ』オンデマンド版、岩波書店〈岩波オンデマンドブックス〉、2018年。
  - 『数学が育っていく物語 第5週 方程式 解ける鎖, 解けない鎖』オンデマンド版、岩波書店〈岩波オンデマンドブックス〉、2018年。
  - 『数学が育っていく物語 第6週 曲面 硬い面, 柔らかい面』オンデマンド版、岩波書店〈岩波オンデマンドブックス〉、2018年。
- 『高校生に贈る 数学 I』上野健爾・森田茂之[共著]、岩波書店、1995年。
- 『高校生に贈る 数学 II』上野健爾・森田茂之[共著]、岩波書店、1995年。
- 『無限のなかの数学』岩波書店〈岩波新書 新赤版 405〉、1995年。
- 『高校生に贈る 数学 III』砂田利一[共著]、岩波書店、1996年。
- 『対話でまなぶ数学教室 1: 数はひろがる』岩波書店、1997年。
- 『対話でまなぶ数学教室 2: 数式の登場』岩波書店、1997年。
- 『対話でまなぶ数学教室 3: 変化をとらえる』岩波書店、1997年。
- 『対話でまなぶ数学教室 4: 無限の解析』岩波書店、1997年。
- 『対話でまなぶ数学教室 5: 躍動する関数』岩波書店、1997年。
- 『対話でまなぶ数学教室 6: 遠くはるかな流れ』岩波書店、1997年。
- 『数学のひろば 1年目、2年目用の問題解答』別冊、増田一男[共著]、岩波書店、1998年。
- 『数の大航海 対数の誕生と広がり』日本評論社、1999年。
- 『〈生涯学習〉はじめからの数学 1: 数について』朝倉書店、2000年。
- 『〈生涯学習〉はじめからの数学 2: 式について』朝倉書店、2000年。
- 『数学：教えるヒント, 学ぶヒント 1』日本評論社、2000年。
- 『数学：教えるヒント, 学ぶヒント 2』日本評論社、2000年。
- 『中高一貫数学コース 数学1』岩波書店、2001年。
- 『中高一貫数学コース 数学1をたのしむ』岩波書店、2001年。
- 『中高一貫数学コース 数学2』岩波書店、2002年。
- 『はじめからの数学 3: 関数について』朝倉書店、2002年。
  - 『はじめからの数学 1: 数について』普及版、朝倉書店、2010年。
  - 『はじめからの数学 2: 式について』普及版、朝倉書店、2010年。
  - 『はじめからの数学 3: 関数について』普及版、朝倉書店、2010年。
- 『中高一貫数学コース 数学2をたのしむ』岩波書店、2002年。
- 『中高一貫数学コース 数学3』岩波書店、2003年。
- 『中高一貫数学コース 数学3をたのしむ』岩波書店、2003年。
- 『中高一貫数学コース 数学4』岩波書店、2003年。
- 『中高一貫数学コース 数学5』岩波書店、2004年。
- 『中高一貫数学コース 新しい数学教科書の構想』岩波書店、2004年。
- 『中高一貫数学コース 数学4をたのしむ』岩波書店、2004年。
- 『中高一貫数学コース 数学5をたのしむ』岩波書店、2005年。
- 『算数から見えてくる数学 1: 数からはじまる』岩波書店、2005年。
- 『算数から見えてくる数学 2: 式のはたらき』岩波書店、2006年。
- 『算数から見えてくる数学 3: 図形のひろがり』岩波書店、2006年。
- 『算数から見えてくる数学 4: 関数への一歩』岩波書店、2006年。
- 『数学の流れ30講 上 16世紀まで』朝倉書店、2007年。
- 『算数から見えてくる数学 5: 数学のかがやき』岩波書店、2007年。
- 『数学の流れ30講 中 17世紀から19世紀まで』朝倉書店、2007年。
- 『大人のための数学 1: 数と量の出会い 数学入門』紀伊国屋書店、2007年。
- 『大人のための数学 2: 変化する世界をとらえる 微分の考え、積分の見方』紀伊国屋書店、2007年。
- 『大人のための数学 3: 無限への飛翔 集合論の誕生』紀伊国屋書店、2008年。
- 『大人のための数学 4: 広い世界へ向けて 解析学の展開』紀伊国屋書店、2008年。
- 『大人のための数学 5: 抽象への憧れ 位相空間：20世紀数学のパラダイム』紀伊国屋書店、2008年。
- 『大人のための数学 6: 無限をつつみこむ量 ルベーグの独創』紀伊国屋書店、2008年。
- 『大人のための数学 7: 線形という構造へ 次元を超えて』紀伊国屋書店、2009年。
  - 『大人のための数学 1: 数と量の出会い 数学入門』NetLibrary、2009年。
  - 『大人のための数学 2: 変化する世界をとらえる 微分の考え、積分の見方』NetLibrary、2009年。
  - 『大人のための数学 3: 無限への飛翔 集合論の誕生』NetLibrary、2009年。
  - 『大人のための数学 4: 広い世界へ向けて 解析学の展開』NetLibrary、2009年。
  - 『大人のための数学 5: 抽象への憧れ 位相空間：20世紀数学のパラダイム』NetLibrary、2009年。
  - 『大人のための数学 6: 無限をつつみこむ量 ルベーグの独創』NetLibrary、2009年。
  - 『大人のための数学 7: 線形という構造へ 次元を超えて』NetLibrary、2009年。
- 『数学の流れ30講 下 20世紀数学の広がり』朝倉書店、2009年。
- 『数学が歩いてきた道』PHP研究所〈PHPサイエンス・ワールド新書 005〉、2009年。
  - 『数学史入門』上野健爾[解説]、講談社〈講談社学術文庫 2741〉、2022年。
- 『数学という学問 概念を探る I』筑摩書房〈ちくま学芸文庫 シ28-1〉、2011年。
- 『数学という学問 概念を探る II』筑摩書房〈ちくま学芸文庫 シ28-2〉、2012年。
- 『数学という学問 概念を探る III』筑摩書房〈ちくま学芸文庫 シ28-3〉、2013年。

### 編書
- 『数学のたのしみ 1: ζゼータの世界』上野健爾・砂田利一[共編]、日本評論社〈数学セミナー別冊〉、1997年。
- 『数学のたのしみ 2: q解析学のルネサンス』上野健爾・砂田利一[共編]、日本評論社〈数学セミナー別冊〉、1997年。
- 『数学のたのしみ 3: 4次元をのぞく』上野健爾・砂田利一[共編]、日本評論社〈数学セミナー別冊〉、1997年。
- 『数学のたのしみ 4: 解析学の展開』上野健爾・砂田利一[共編]、日本評論社〈数学セミナー別冊〉、1997年。
- 『数学のたのしみ 5: 結び目の不思議』上野健爾・砂田利一[共編]、日本評論社〈数学セミナー別冊〉、1998年。
- 『数学のたのしみ 6: 力学系理論と数論のからみあい』上野健爾・砂田利一[共編]、日本評論社〈数学セミナー別冊〉、1998年。
- 『数学のたのしみ 7: 21世紀の幾何学』上野健爾・砂田利一[共編]、日本評論社〈数学セミナー別冊〉、1998年。
- 『数学のたのしみ 8: 確率論の広がり』上野健爾・砂田利一[共編]、日本評論社〈数学セミナー別冊〉、1998年。
- 『数学のたのしみ 9: 3次元の魅力』上野健爾・砂田利一[共編]、日本評論社〈数学セミナー別冊〉、1998年。
- 『数学のたのしみ 10: 双対性をさがす』上野健爾・砂田利一[共編]、日本評論社〈数学セミナー別冊〉、1998年。
- 『数学のたのしみ 11: 多項式環の視点 グレブナー基底』上野健爾・砂田利一[共編]、日本評論社〈数学セミナー別冊〉、1999年。
- 『数学のたのしみ 12: ラプラシアンの諸相』上野健爾・砂田利一[共編]、日本評論社〈数学セミナー別冊〉、1999年。
- 『数学のたのしみ 13: 佐藤幹夫の数学』上野健爾・砂田利一[共編]、日本評論社〈数学セミナー別冊〉、1999年。
- 『数学のたのしみ 14: 組合せ論を育む土壌』上野健爾・砂田利一[共編]、日本評論社〈数学セミナー別冊〉、1999年。
- 『数学のたのしみ 15: 岩澤数学の全貌 その豊穣の世界』上野健爾・砂田利一[共編]、日本評論社〈数学セミナー別冊〉、1999年。
- 『数学のたのしみ 16: 指数定理の裾野』上野健爾・砂田利一[共編]、日本評論社〈数学セミナー別冊〉、1999年。
- 『現代数学の土壌 数学をささえる基本概念』上野健爾・砂田利一[共編]、日本評論社、2000年。
- 『数学のたのしみ 17: フェルマー最終定理以後の数論』上野健爾・砂田利一[共編]、日本評論社〈数学セミナー別冊〉、2000年。
- 『数学のたのしみ 18: 20世紀数学の渦流 1』上野健爾・砂田利一[共編]、日本評論社〈数学セミナー別冊〉、2000年。
- 『数学のたのしみ 19: 20世紀数学の渦流 2』上野健爾・砂田利一[共編]、日本評論社〈数学セミナー別冊〉、2000年。
- 『数学のたのしみ 20: 小平数学の調和と美』上野健爾・砂田利一[共編]、日本評論社〈数学セミナー別冊〉、2000年。
- 『数学のたのしみ 21: 有限幾何の世界』上野健爾・砂田利一[共編]、日本評論社〈数学セミナー別冊〉、2000年。
- 『数学のたのしみ 22: 非線型の沃野』上野健爾・砂田利一[共編]、日本評論社〈数学セミナー別冊〉、2000年。
- 『数学のたのしみ 23: ディンキン図形をめぐって』上野健爾・砂田利一[共編]、日本評論社〈数学セミナー別冊〉、2001年。
- 『数学のたのしみ 24: 漸近解析の豊かな世界』上野健爾・砂田利一[共編]、日本評論社〈数学セミナー別冊〉、2001年。
- 『数学のたのしみ 25: 非線形波動のおもしろさ』上野健爾・砂田利一[共編]、日本評論社〈数学セミナー別冊〉、2001年。
- 『数学のたのしみ 26: 無限からの波』上野健爾・砂田利一[共編]、日本評論社〈数学セミナー別冊〉、2001年。
- 『現代数学の展望』上野健爾・砂田利一[共編]、日本評論社、2001年。
- 『現代数学の土壌 数学をささえる基本概念 2』上野健爾・砂田利一[共編]、日本評論社、2001年。
- 『数学のたのしみ 27: 素数とは？』上野健爾・砂田利一[共編]、日本評論社〈数学セミナー別冊〉、2001年。
- 『数学のたのしみ 28: モジュライのたのしみ』上野健爾・砂田利一[共編]、日本評論社〈数学セミナー別冊〉、2001年。
- 『数学のたのしみ 29: 数学を語る』上野健爾・砂田利一[共編]、日本評論社〈数学セミナー別冊〉、2002年。
- 『数学のたのしみ 30: 数学への夢・数学に託す夢』上野健爾・砂田利一[共編]、日本評論社〈数学セミナー別冊〉、2002年。

### 訳書
- 『モース理論 多様体上の解析学とトポロジーとの関連』ジョン・ウィラード・ミルナー[著]、吉岡書店〈数学叢書 8〉、1968年。
- 『数学のひろば 柔らかい思考を育てる問題集 I』ドミトリ・フォミーン、セルゲイ・ゲンキン、イリヤ・イテンベルク[著]、田中紀子[共訳]、岩波書店、1998年。
- 『数学のひろば 柔らかい思考を育てる問題集 II』ドミトリ・フォミーン、セルゲイ・ゲンキン、イリヤ・イテンベルク[著]、田中紀子[共訳]、岩波書店、1998年。
  - 『やわらかな思考を育てる数学問題集 1』ドミトリ・フォミーン、セルゲイ・ゲンキン、イリヤ・イテンベルク[著]、田中紀子[共訳]、岩波書店〈岩波現代文庫 学術275〉、2012年。
  - 『やわらかな思考を育てる数学問題集 2』ドミトリ・フォミーン、セルゲイ・ゲンキン、イリヤ・イテンベルク[著]、田中紀子[共訳]、岩波書店〈岩波現代文庫 学術276〉、2012年。
  - 『やわらかな思考を育てる数学問題集 3』ドミトリ・フォミーン、セルゲイ・ゲンキン、イリヤ・イテンベルク[著]、田中紀子[共訳]、岩波書店〈岩波現代文庫 学術277〉、2012年。

### 編訳書
- 『アティヤ 科学・数学論集 数学とは何か』マイケル・アティヤ[著]、朝倉書店、2010年。

### 監訳書
- 『バナッハとポーランド数学』ローマン・カウージャ[著]、阪本ひろむ[訳]、シュプリンガー・フェアラーク東京〈シュプリンガー数学クラブ 第17巻〉、2005年。
  - 『バナッハとポーランド数学』ローマン・カウージャ[著]、阪本ひろむ[訳]、丸善〈シュプリンガー数学クラブ 第17巻〉、2012年。

### 論文
- CiNii収録論文 - CiNii